# Kek lapis Sarawak
Le kek lapis Sarawak  (« gâteau de couches Sarawak ») est un gâteau de couches (en) originaire du Sarawak, en Malaisie, et servi lors d'occasions spéciales.
Il est souvent préparé pour des célébrations religieuses ou culturelles telles que l'Aïd el-Fitr, Noël, Divali, les anniversaires et les mariages.
Il est reconnaissable par ses couches et rayures complexes et colorées.

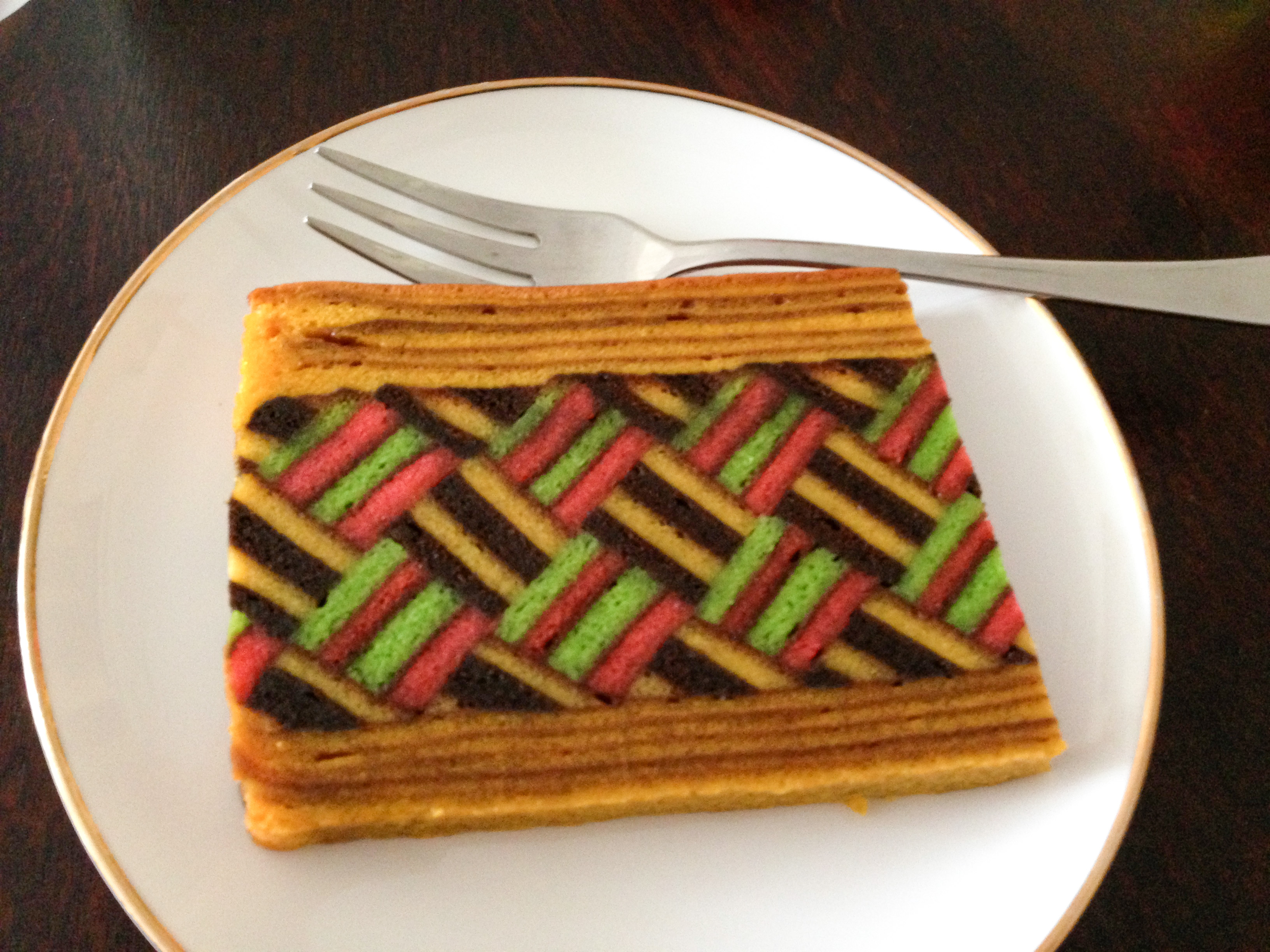
Kek lapis Sarawak.